# Острів Анненкова
Острів Анненкова (англ. Annenkov Island) (попередня назва — Пікерсгіл) — безлюдний острів у південній частині Атлантичного океану, за 13 кілометрів на захід від Південної Джорджії. Адміністративно є частиною заморської території Великої Британії Південна Джорджія і Південні Сандвічеві Острови (тобто належить до Сполученого Королівства, але не є його частиною).

## Географія

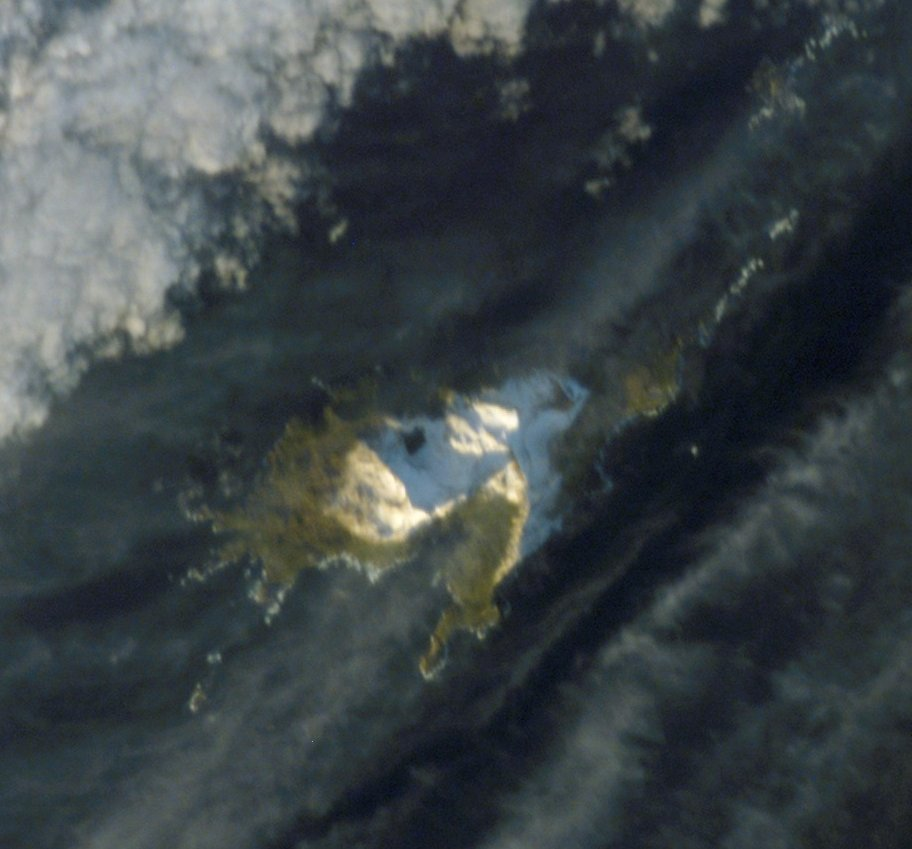
Супутниковий знімок острова

Острів майже круглий, 7,5 миль у діаметрі. Найвищою точкою острова Анненкова, який має протяжність 6 км, є гора Олстад-Пік, що височіє на 650 метрів над рівнем моря.

## Природоохоронна діяльність
На острові практично відсутня будь-яка рослинність. Однак, відвідувати острів можна тільки за спеціальним дозволом, бо він є місцем гніздування більш ніж 500 пар мандрівних альбатросів (Diomedea exulans).

## Історія
Острів було відкрито 20 січня 1775 року Джеймсом Куком під час його другої подорожі в Південний океан. Спочатку острів був названий островом Пікерсгіла на честь лейтенанта на кораблі HMS Resolution.
Нинішнє ім'я було дано острову 15 (27) грудня 1819 року російською експедицією Фадея Фадейовича Беллінсгаузена, яка вдруге відкрила його та назвала на честь лейтенанта шлюпа «Мирний» Михайла Анненкова. Попередню англійську назву  - Пікерсгіл - було використано для найменування групи островів (Picktrsgill Islands), розташованих на 24 км південніше від цього острова.

## Населення
Острів є безлюдним (2012).